# Marocche di Dro (FFH-Gebiet)
Das FFH-Gebiet Marocche di Dro ist ein NATURA 2000 Schutzgebiet in der italienischen Provinz Trient. Das 251 ha große Schutzgebiet umfasst den südlichen Bereich des als Marocche di Dro bezeichneten Bergsturzgebietes im unteren Sarcatal und liegt im Gemeindegebiet von Dro. Es ist mit Beschluss der Landesregierung der Autonomen Provinz Trient Nr. 16439 vom 21. Dezember 1989 als gesetzlich geschütztes Biotop ausgewiesen und gehört seit 1995 dem NATURA 2000 Netzwerk an. Das Schutzgebiet wird seit 2013 vom Parco Fluviale della Sarca verwaltet.

## Bedeutung
Das Schutzgebiet ist eines der wenigen Trockenbiotope im Trentino, auch wenn mit dem Laghisoli ein kleineres Feuchtgebiet im Schutzgebiet liegt. Es umfasst fast ausschließlich Schutt- und Blockhalden, die ganz besondere Anforderungen an Flora und Fauna stellen. Die wüstenartige Landschaft ist beispielhaft für die Kolonisierung durch die Vegetation. Besondere Bedeutung kommt dem Schutzgebiet als Brutstätte, Rastplatz und als Winterquartier für geschützte oder stark im Bestand gefährdeter Vogelarten zu.

## FFH-Lebensraumtypen
Im FFH-Gebiet Marocche di Dro sind auf Basis des Anhang I der FFH-Richtlinie folgende schützenswerte Lebensraumtypen verzeichnet:
- Lückige basophile oder Kalk-Pionierrasen
- Naturnahe Kalktrockenrasen und deren Verbuschungsstadien
- Kalkreiche Niedermoore mit Cladium mariscus und Arten von Caricion davallianae
- Thermophile Schutthalden
- Kalkfelsen mit Felsspaltenvegetation

## Arten

### Besonders schützenswerte Arten

#### Vögel
Das FFH-Gebiet Marocche di Dro weist einige Vogelarten auf, die gemäß Anhang I der EU-Vogelschutzrichtlinie besonders geschützt sind, weil deren Bestand stark gefährdet oder sie nur in einem sehr begrenzten Bereich wie in den Alpen vorkommen. Folgende Arten, die im Anhang I der Vogelschutzrichtlinie der EU gelistet sind, sind im Schutzgebiet anzutreffen. Die mit einem (b) gekennzeichneten Arten brüten im Schutzgebiet.
| - Ortolan (b) - Schlangenadler (b) - Schwarzmilan (b) | - Wespenbussard (b) - Ziegenmelker (b) |

#### Insekten, Reptilien und Säugetiere
Unter den im Schutzgebiet vorkommenden Insekten, Reptilien und Säugetieren finden sich folgende Arten von gemeinschaftlichem Interesse:
| - Äskulapnatter - Gelbgrüne Zornnatter | - Mauereidechse - Haselmaus |

Darunter als prioritäre Art von gemeinschaftlichem Interesse
- Russischer Bär

#### Flora
Unter den Pflanzen ist gemäß Anhang II der FFH-Richtlinie der Stechende Mäusedorn als besonders schützenswert verzeichnet.

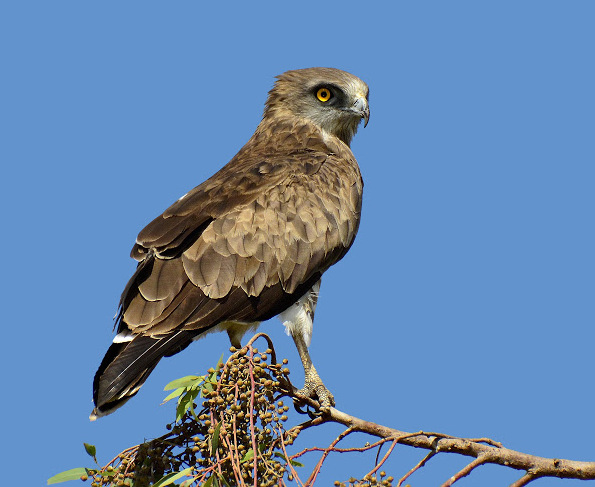
Schlangenadler
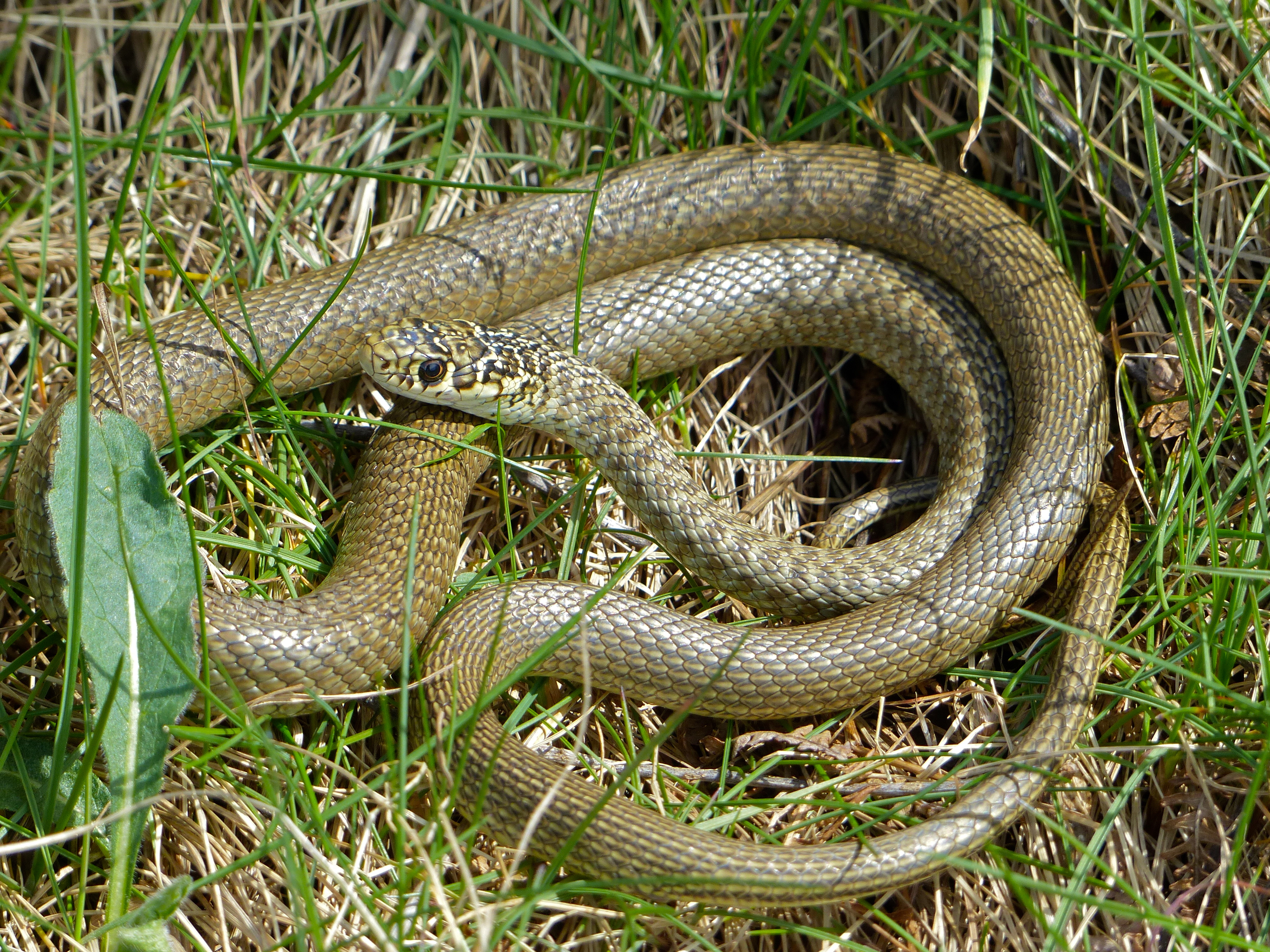
Gelbgrüne Zornnatter
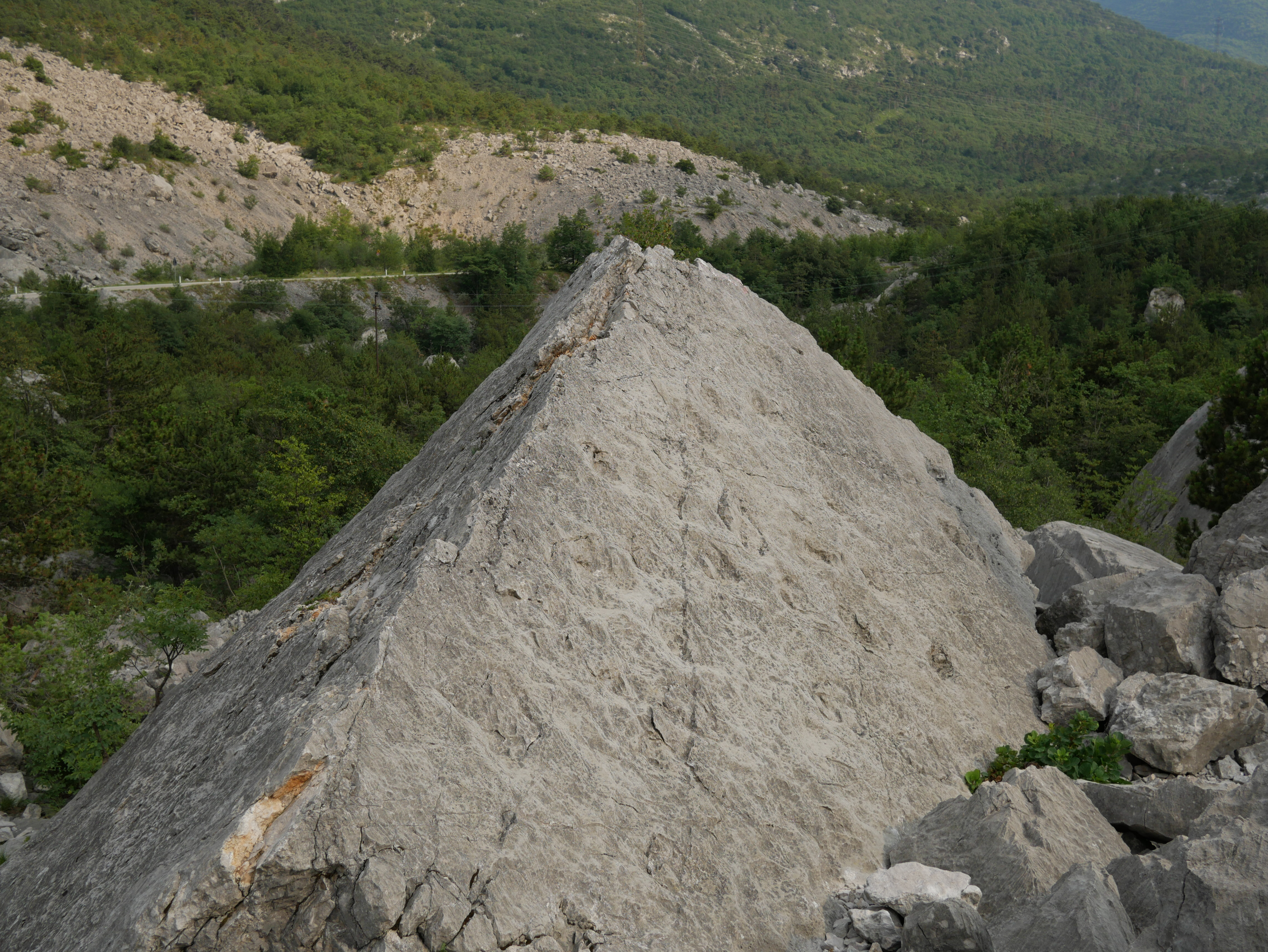
Blockhalde mit Ichnofossilien
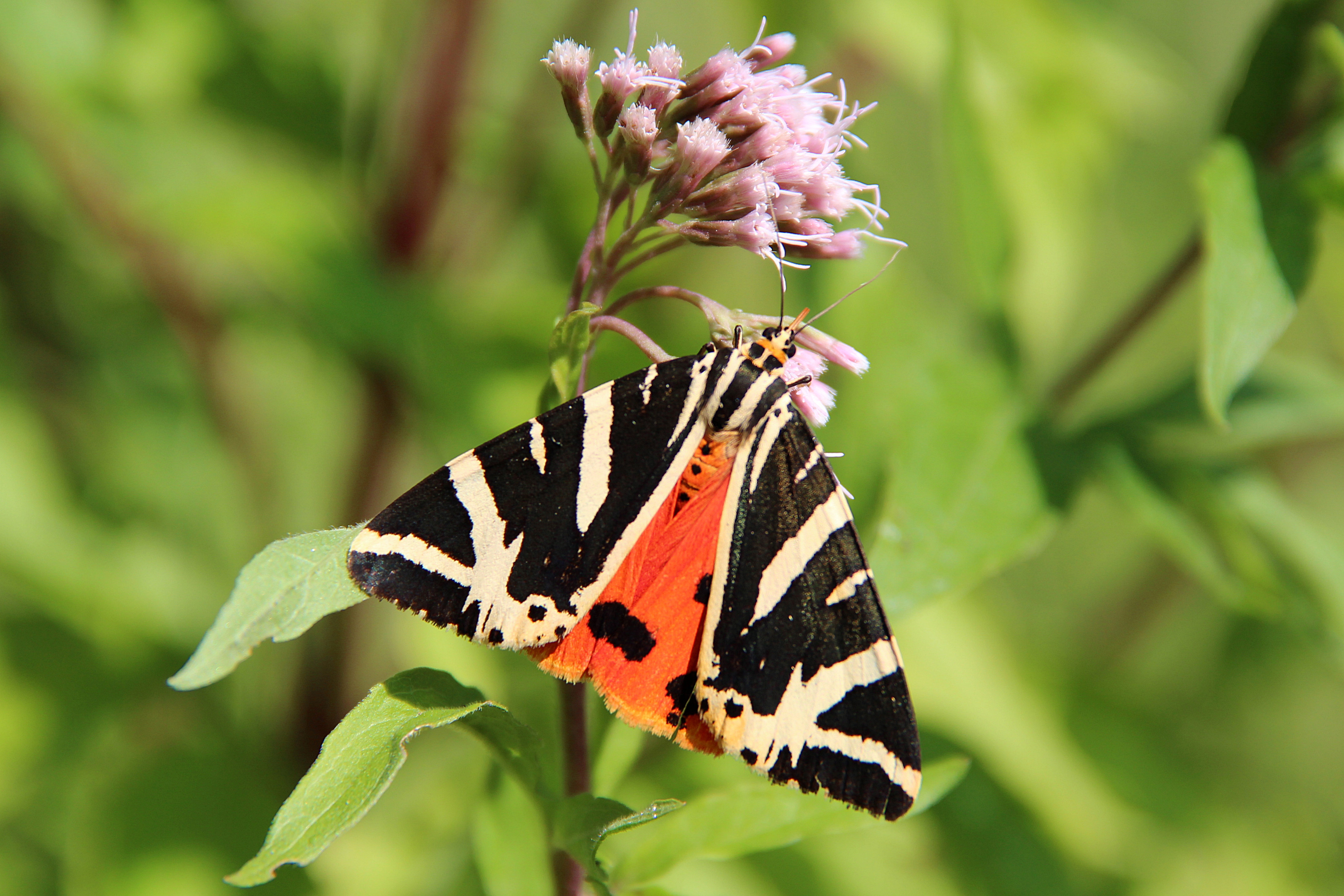
Russischer Bär
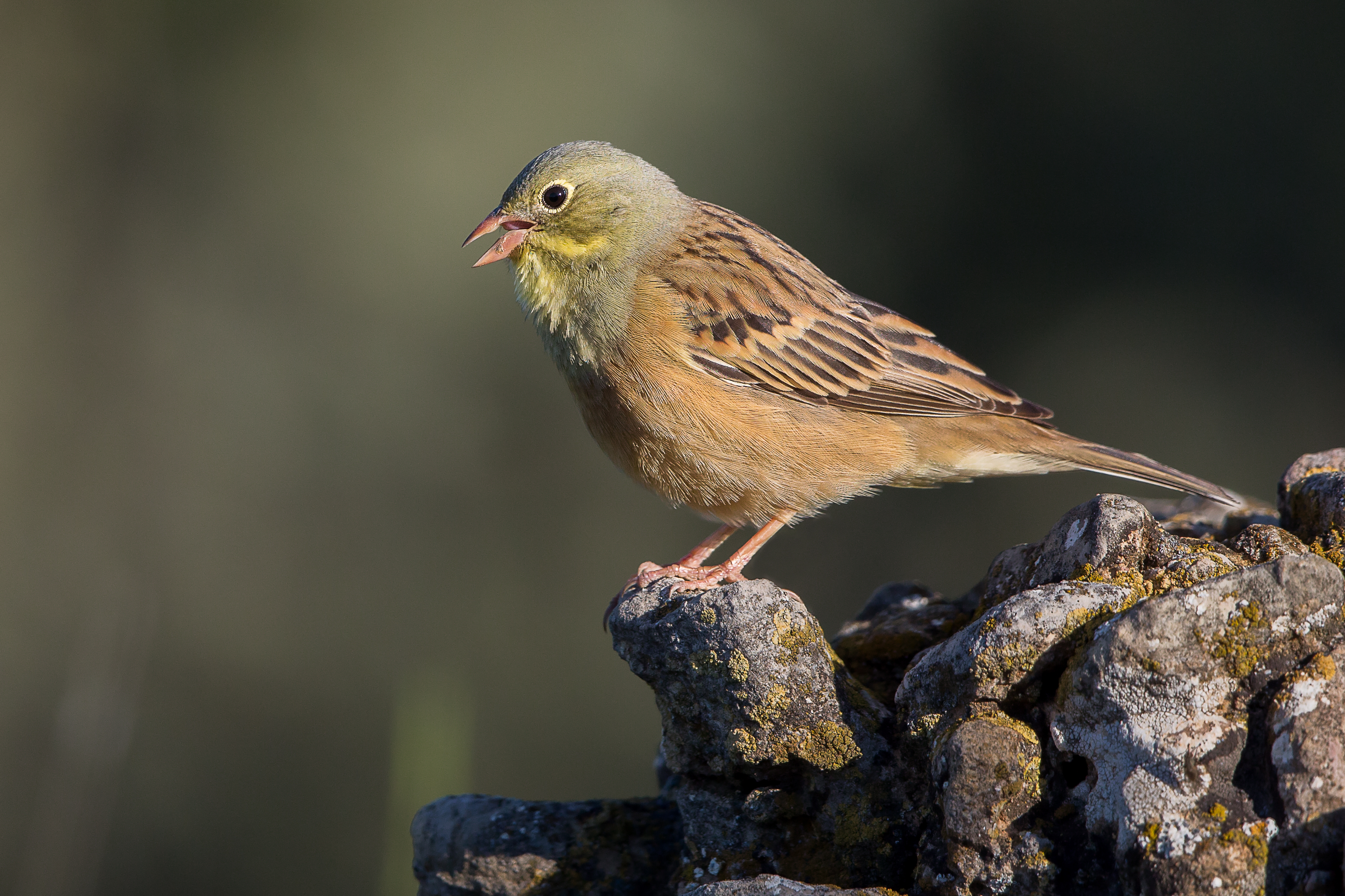
Ortolan

### Weitere vorkommende Arten

#### Vögel
Die mit einem (b) gekennzeichneten Arten brüten im Schutzgebiet.
| - Berglaubsänger (b) - Blaumerle (b) - Dorngrasmücke (b) - Gelbspötter | - Grauschnäpper (b) - Mehlschwalbe (b) - Mittelmeer-Steinschmätzer (b) - Rauchschwalbe | - Steinrötel (b) - Trauerschnäpper - Wendehals (b) |

#### Amphibien, Insekten, Reptilien, Säugetiere
| - Alpenspitzmaus - Bergmolch - Blauflügelige Sandschrecke - Blindschleiche | - Braunbrustigel - Erdkröte - Eurasisches Eichhörnchen - Feuersalamander | - Feldspitzmaus - Gartenspitzmaus - Siebenschläfer - Waldspitzmaus | - Westliche Smaragdeidechse - Zwergspitzmaus |

#### Flora
Unter der im Schutzgebiet vorkommenden Flora werden folgende Arten als schützenswert eingestuft:
| - Berg-Kuhschelle - Binsenschneide - Europäisches Alpenveilchen - Gelber Wau | - Gewöhnlicher Grannenreis - Große Spinnen-Ragwurz - Kamm-Wachtelweizen - Kanten-Lauch | - Mauer-Gänsekresse - Nizza-Wolfsmilch - Sumpf-Teichfaden |

## Gefährdung und Schutzmaßnahmen
Aufgrund der besonderen geomorphologischen Gegebenheiten besteht keine größere Gefährdung durch anthropogene Faktoren. Lediglich am Rand des Schutzgebietes treten einige Gefährdungspotentiale auf, darunter die Verschmutzung durch zurückgelassenen Müll in den als Parkplatz eingerichteten Flächen entlang der am Schutzgebiet vorbeiführenden Straßen. Diese Parkplätze werden zum Teil auch durch wildes Campen mit den damit verbundenen Problematiken zweckentfremdet. Von 1984 bis 2010 war am südöstlichen Rand des Schutzgebietes ein Tontaubenschießstand in Betrieb. Das Gelände des Schießstandes wurde zwar 2015 saniert, dennoch wird angenommen, dass aufgrund des verklüfteten und schwer zugänglichen Geländes nach wie vor mit Schwermetallen belastet ist. Das Feuchtgebiet Laghisoli grenzt unmittelbar an ein landwirtschaftlich genutztes Privatgrundstück, wodurch gewisse Gefährdungspotentiale bestehen, so gelangten in der Vergangenheit Abwässer in das Feuchtgebiet. Als Gefährdung kann auch die Entnahme von zwergwüchsigen bonsaiähnlichen Pflanzen zumeist entlang oder in unmittelbarer Nähe der Besucherpfade angesehen werden.